# Laboratoire national Lawrence Livermore
 (juin 2012).
Si vous disposez d'ouvrages ou d'articles de référence ou si vous connaissez des sites web de qualité traitant du thème abordé ici, merci de compléter l'article en donnant les références utiles à sa vérifiabilité et en les liant à la section « Notes et références ».
Le laboratoire national Lawrence Livermore (en anglais Lawrence Livermore National Laboratory, LLNL) est un laboratoire national du département de l'Énergie des États-Unis. Situé à Livermore, dans l'État de Californie, il est géré par l'université de Californie. Il est avec le laboratoire national de Los Alamos un des deux laboratoires des États-Unis dont la mission consiste à créer des armes nucléaires. Le champ d'étude du laboratoire s'est étendu à l'énergétique, la biologie et les sciences environnementales.

## Description
Le site est une ancienne base d'entraînement de l'US Navy, utilisée pendant la Seconde Guerre mondiale. Au départ, il accueillit les projets du Radiation Laboratory qui demandaient trop de place pour pouvoir être réalisés sur le site de Berkeley en Californie. En 1949, Edward Teller suggère à Ernest Orlando Lawrence, le responsable du laboratoire de Berkeley, qu'un deuxième laboratoire de conception d'armes soit créé pour susciter une compétition avec celui de Los Alamos. Teller y voit aussi une réponse au manque d'intérêt que rencontre sa bombe H à Los Alamos. En 1951, il demande la création du laboratoire à la Commission de l'énergie atomique des États-Unis et c'est en septembre 1952 que celui-ci est fondé.
Herbert York, âgé de 32 ans, devient le premier directeur du laboratoire. Il développe les programmes du laboratoire et crée quatre divisions :
1. Project Sherwood (en) : programme de fusion magnétique
2. diagnostic d'expérimentations d'armes (en commun avec Los Alamos)
3. étude d'armes thermonucléaires
4. programme de physique.

Les installations consistent en deux bâtiments, l'un, administratif, et l'autre, technique, possédant une baie centrale pour pouvoir soulever de lourds équipements.
Le laboratoire a possédé à plusieurs reprises l'ordinateur le plus puissant du moment.

## Directeurs
- 1952–1958 : Herbert York
- 1958–1960 : Edward Teller
- 1960–1961 : Harold Brown
- 1961–1965 : John S. Foster Jr.
- 1965–1971 : Michael May
- 1971–1988 : Roger Batzel
- 1988–1994 : John Nuckolls
- 1994–2002 : Curtis Bruce Tarter
- 2002–2006 : Michael Anastasio
- 2006–2011 : George Miller
- 2011–2013 : Parney Albright
- 2013–2014 : Bret Knapp
- 2014–2021 : William Goldstein
- 2021–     : Kimberly Budil